# Latviešu Strēlnieki
Latviešu strēlnieki (The Latvian Riflemen) to trzeci album w dorobku łotewskiej grupy Skyforger. 
Muzyka utrzymana jest w konwencji folk metalu, z udziałem tradycyjnych, ludowych instrumentów. W odróżnieniu od poprzednich albumów grupy, tematyka tekstów jest bardziej współczesna. Nawiązuje do wydarzeń rozgrywających się na terenie Łotwy podczas I wojny światowej. Bohaterami utworów są tytułowi strzelcy łotewscy, utwory opisują ich kolejne bitwy oraz inne zdarzenia z ich frontowego życia – okrążenie, głód, przykłady bohaterskich postaw. Całość sugeruje związek między postawą pogańskich bojowników z XIII–XV w. a oddziałami strzelców łotewskich jako kontynuatorami obrony Łotwy przed najeźdźcami.
Wszystkie utwory śpiewane są w języku łotewskim.

## Lista utworów
1. Latviešu strēlnieki
2. Kauja pie Plakaniem, kauja pie Veisiem
3. 1916.gada marts
4. Nāves sala
5. Sešas ārprāta dienas
6. Pulkvedis Briedis
7. Tīreļa purvā
8. Esat kā vīri
9. Dzīves vismelnākā stundā